# Syndre Långsjön
Syndre Långsjön är en sjö i Älvdalens kommun i Dalarna och ingår i Dalälvens huvudavrinningsområde. Sjön har en area på 0,679 kvadratkilometer och ligger 771,2 meter över havet. Vid provfiske har elritsa och sik fångats i sjön.

## Delavrinningsområde
Syndre Långsjön ingår i det delavrinningsområde (684793-132648) som SMHI kallar för Utloppet av Syndre Långsjön. Medelhöjden är 777 meter över havet och ytan är 1,8 kvadratkilometer. Det finns inga avrinningsområden uppströms utan avrinningsområdet är högsta punkten. Vattendraget som avvattnar avrinningsområdet har biflödesordning 6, vilket innebär att vattnet flödar genom totalt 6 vattendrag innan det når havet efter 543 kilometer. Avrinningsområdet består mestadels av skog (62 procent). Avrinningsområdet har 0,68 kvadratkilometer vattenytor vilket ger det en sjöprocent på 37,7 procent.